# جورج شنايدر (صحفي)
جورج شنايدر (بالإنجليزية: George Schneider) هو دبلوماسي وصحفي أمريكي، ولد في 13 ديسمبر 1823 في بيرمازنز في ألمانيا، وتوفي في 14 سبتمبر 1905 في كولورادو سبرينغس في الولايات المتحدة.